# Хістєв Сергій Олександрович
Сергій Олександрович Хістєв (нар. 20 червня 1981, Голубівка, Луганська область, УРСР) — український футболіст, захисник фейкового клубу «Спартак» (Луганськ).

## Клубна кар'єра
Вихованець Училищ фізичної культури міста Києва (перший тренер — Г. Карагін) та Луганська. Дорослу футбольну кар'єру розпочав у сезоні 1997/98 років у складі київського «Динамо-2», яке виступало в Першій лізі. За киян у чемпіонаті України не зіграв жодного поєдинку, натомість провів 2 матчі в футболці «Динамо-2» у кубку України. У 1998 році перейшов до алчевської «Сталі». 28 жовтня 2000 року дебютував у Вищій лізі в поєдинку з донецьким «Металургом» (0:0). Влітку 2004 року перейшов до «Ворскли». На початку 2005 року попросив клуб відпустити його на перегляд до луганської «Зорі», але перегляд завершився невдало. Потім пробував свої сили в друголіговій дніпродзержинській «Сталі», проте зрештою вирішив спробувати свої сили за кордоном. До кінця 2005 року захищав кольори білоруського «Нафтану» (Новополоцьк), а з літа 2006 року — вірменського «Бананца» (Єреван). У січні 2007 року був на перегляді в російському клубі «Балтика» (Калінінград), однак підписати контракт з цією командою не вдалося. З березня 2007 року виступав в черкаському «Дніпрі», а наступного року в аматорському клубі «Ходак» (Черкаси). З 2010 по 2013 рік виступав в аматорських клубах «Хімобладнання» (Сєвєродонецьк), «Попасна», «Антрацит» та «Шахтар» (Перевальськ). Разом з «Попасною» в 2011 році брав участь в аматорському чемпіонаті України. З 2017 році виступає за фейковий клуб «Спартак» (Луганськ) у чемпіонаті т.зв. ЛНР.

## Кар'єра в збірній
Захищав кольори юнацької збірної України (U-19) на чемпіонаті Європи (U-18) 2000 року. Потім виступав у юнацькій збірній України (U-20) на чемпіонаті світу U-20.

## Досягнення

### Клубні
- Перша ліга чемпіонату України
  -  Срібний призер (1): 2000

### У збірній
- Юнацький чемпіонат Європи (U-19)
  -  Срібний призер (1): 2000
- Учасник фінальної частини молодіжного чемпіонату світу (U-20)